# مارماریک (رود)
مارماریک (به ارمنی: Մարմարիկ) رودی است در کشور ارمنستان که در استان کوتایک جریان دارد که از رشته‌کوه پامباک و hy:Ծաղկունյաց լեռնաշղթա سرچشمه می‌گیرد و به هرازدان (رود) می‌ریزد. طول آن ۳۷ کیلومتر (۲۳ مایل) و مساحت حوضه آبخیز (دبی) آن ۴۱۸ کیلومتر مربع می‌باشد.

## نگارخانه

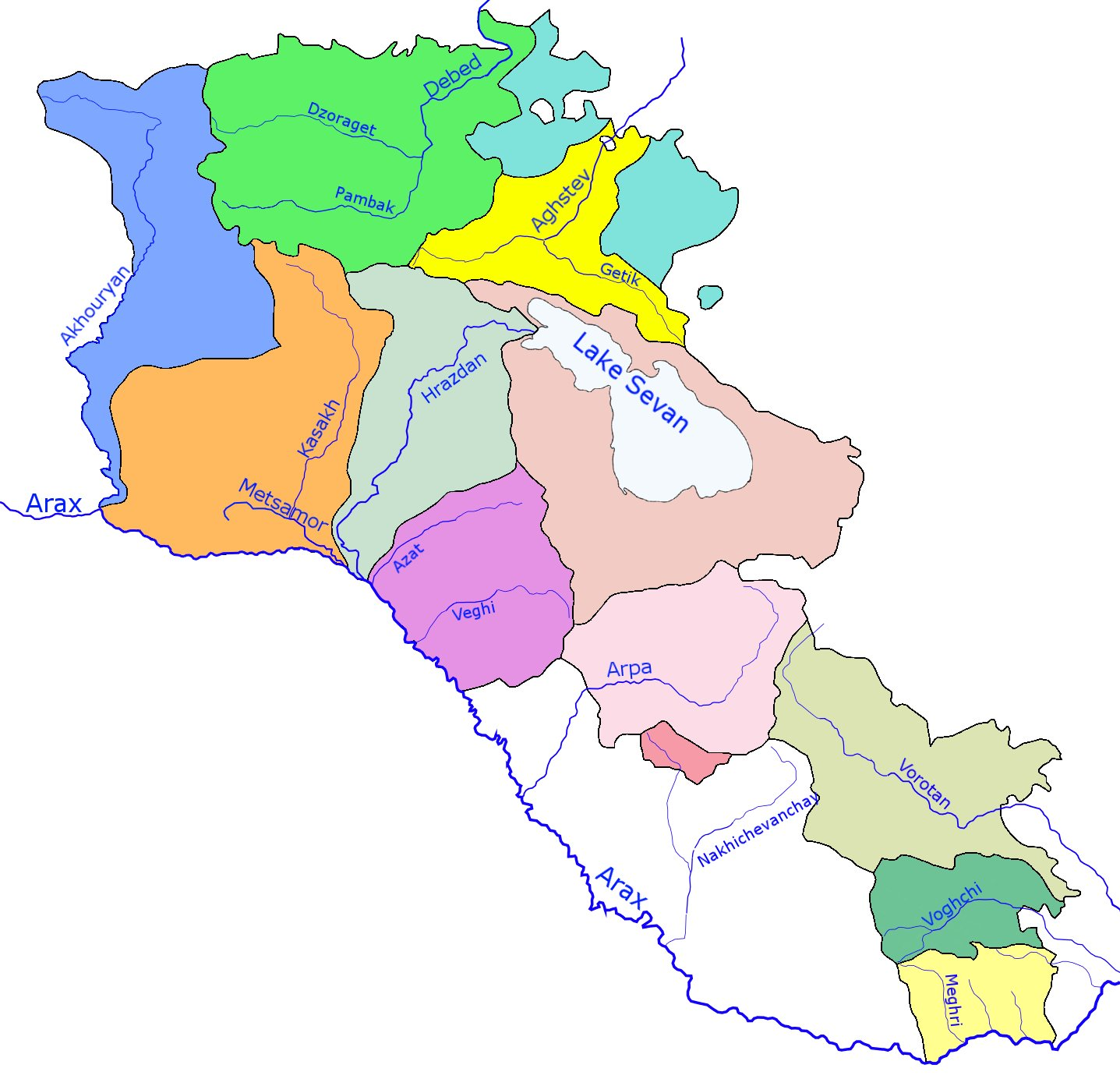